# Gorbeialdea
Gorbeialdea est une comarque dans la province d'Alava, dans la Communauté autonome basque en Espagne. 
Le nom officiel de la comarque est Cuadrilla de Gorbeialdea / Gorbeialdeko Kuadrilla.

## Géographie
La quadrille de Gorbeialdea, d'une superficie approximative de 494 km2 et d'une population de plus de 9 500 habitants, est composée des municipalités d'Aramaio, Arratzua-Ubarrundia, Legutio, Urkabustaiz, Zigoitia et Zuia.
Il est divisé en deux zones paysagères : L'espace naturel des contreforts de la vallée Gorbea-Aramaio, composé des communes d'Aramaio, Legutio, Urkabustaiz, Zigoitia et Zuia. Et la Llanada Alavesa sur laquelle elle surplombe à travers la commune d'Arratzua-Ubarrundia.
Sa limite au nord avec les provinces de la Biscaye et du Guipuscoa, au sud avec la municipalité de Vitoria-Gasteiz et la Cuadrilla de Añana, à l'est avec le Guipuscoa et la Llanada Alavesa/Arabako Lautada, et à l'ouest avec la Cuadrilla de Ayala.
Ses chênaies, hêtraies et prairies permanentes, composent une série de paysages qui deviennent la matérialisation de l'image traditionnellement associée au Pays basque, renforcée par le Parc Naturel de Gorbeia et du Parc Naturel d'Urkiola et avec la richesse du patrimoine architectural des centres de population qui composent le Gorbeialdea

## Communes
| # | Municipalité        | Population | % Population | Territoire km² |
| - | ------------------- | ---------- | ------------ | -------------- |
| 1 | Aramaio             | 1.503      | 17,7         | 73,27          |
| 2 | Arratzua-Ubarrundia | 807        | 9,5          | 57,41          |
| 3 | Legutio             | 1.499      | 17,7         | 45,85          |
| 4 | Urkabustaiz         | 999        | 11,8         | 60,49          |
| 5 | Zigoitia            | 1.378      | 16,2         | 102,07         |
| 6 | Zuia                | 2.295      | 27,1         | 122,49         |
|   | Gorbeialdea         | 8.481      | 100          | 461,58         |